# Rue Pierre-Timbaud
Pour la rue de Paris, voir Rue Jean-Pierre-Timbaud.
La rue Pierre-Timbaud est une voie de communication située sur la commune de Gennevilliers.

## Situation et accès

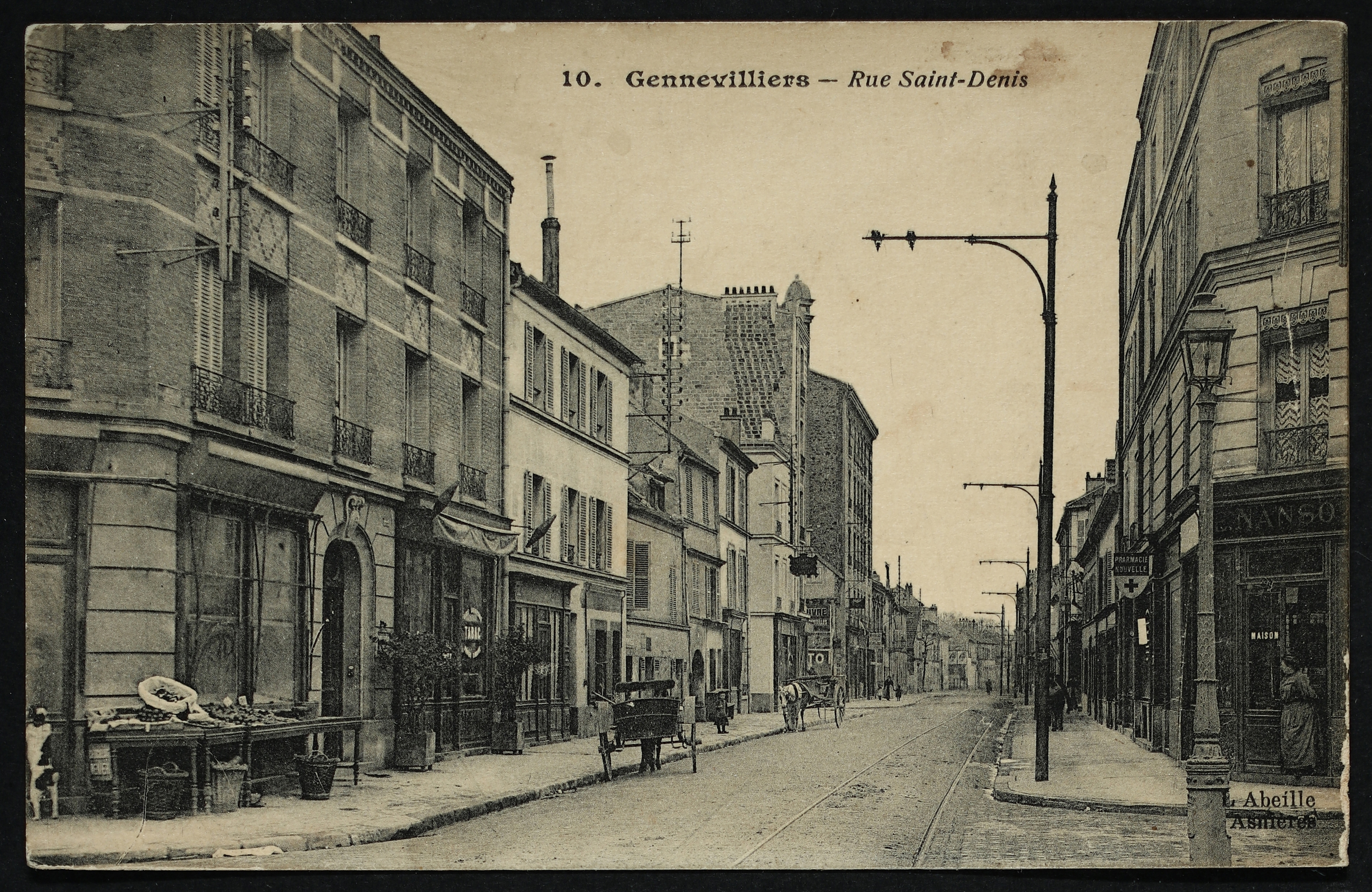
La rue Saint-Denis, aujourd'hui rue Pierre-Timbaud, au carrefour avec la rue de la Paix. Les immeubles d'angle sont toujours présents.

Située dans le quartier du Village, elle suit le tracé de la route nationale 186.
Au début du XXe siècle, la rue était encore parcourue par un tramway dont le terminus se trouvait à l'angle de la rue de Paris (aujourd'hui rue Jean-Jaurès).
Depuis 2012, la rue est desservie par la ligne 1 du tramway d'Île-de-France. La difficulté de la traversée du quartier de Gennevilliers-Village et ses rues étroites a obligé à dédoubler le trafic entre cette rue et la rue Félicie.

## Origine du nom
Elle est nommée en hommage au syndicaliste français de la CGT Jean-Pierre Timbaud fusillé le 22 octobre 1941 à Châteaubriant.

## Historique
Le tracé de cette rue est visible sur le plan terrier de Gennevilliers en 1729.
Marguerite de Launay a vécu au numéro 26.

## Bâtiments remarquables et lieux de mémoire

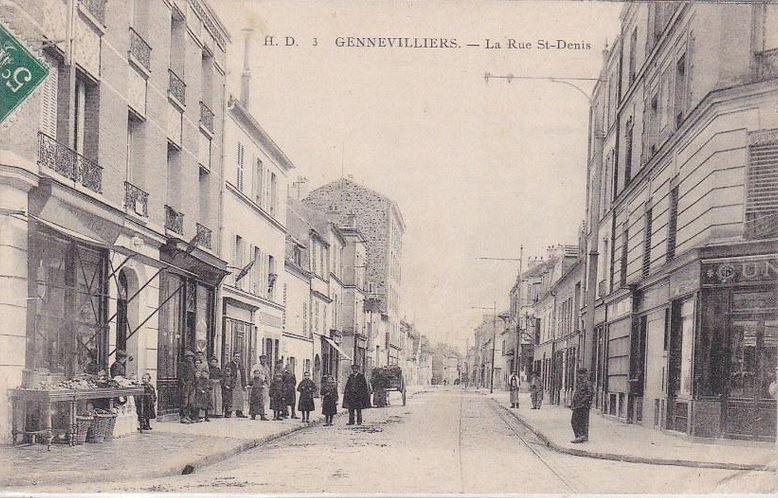
Gennevilliers, rue Saint-Denis.

- Ferme de l’Horloge, remontant au XVIIIe siècle[5];
- Église Sainte-Marie-Madeleine de Gennevilliers;
- Marché du Village[6];